# Aspatria and Brayton
Aspatria and Brayton var en civil parish 1866–1934 när den delades mellan nybildade civil parishes Aspatria och utökade Hayton and Mealo och Oughterside and Allerby,  i grevskapet Cumbria i England. Parish var belägen 11 km från Wigton och hade 3 239 invånare år 1931.